# Bandera de Vilanova de Prades
La bandera oficial de Vilanova de Prades té la següent descripció:
Bandera apaïsada, de proporcions dos d'alt per tres de llarg, dividida verticalment en dues parts, la primera, blanca, a l'asta, d'amplada 1/4 de la llargària del drap, amb el castell negre, de portes i finestres blanques de l'escut, d'alçària 3/8 de la del drap i amplària 5/24 de la llargària del mateix drap, al centre; i la segona, al vol, d'amplada 3/4 de la llargària del drap, quarterada en aspa, amb els triangles superior i inferior grocs, cadascun amb quatre pals vermells, i amb els triangles dels costats de color blau clar, amb un sembrat a portell de flors de lis grogues, d'alçada 1/12 de la del drap, i cadascun dels triangles amb un lambel modern vermell, d'amplada 1/5 de la llargària del drap i d'alçada 1/20 de la del drap, sobreposats al sembrat i situats a 10/27 de la vora superior, el primer a 5/16 de la vora de l'asta i el segon a 1/15 de la vora del vol.

## Història
L'Ajuntament va iniciar l'expedient d'adopció de la bandera el 31 de maig de 2016, i aquesta va ser aprovada l'11 d'abril de 2017, i publicada en el DOGC núm. 7401 el 29 de juny del mateix any.
La bandera està basada en l'escut heràldic de la localitat. Tres quarts de la bandera estan ocupats per les armes dels comtes de Prades, i per diferenciar-la de la bandera de Prades, incorpora també un pal blanc amb el castell negre, senyal propi i tradicional del municipi i que també és present en l'escut heràldic.